# Paride Tumburus
Paride Tumburus (Aquilea, Província d'Udine, Itàlia, 8 de març de 1939-ibídem, 24 d'octubre de 2015) va ser un futbolista italià. S'exercia en la posició de migcampista.

## Internacional
Va ser internacional amb la selecció de futbol d'Itàlia en 4 ocasions. Va debutar el 2 de juny de 1962, en una partit davant la selecció de Xile que va finalitzar amb marcador de 2-0 a favor dels xilens.

### Participacions en Copes del Món
| Mundial                        | Seu  | Resultat     |
| ------------------------------ | ---- | ------------ |
| Copa Mundial de Futbol de 1962 | Xile | Primera fase |

## Clubs

### Com a futbolista
| Club              | País   | Any         |
| ----------------- | ------ | ----------- |
| Bologna FC        | Itàlia | 1959 - 1968 |
| Lanerossi Vicenza | Itàlia | 1968 - 1970 |
| U. S. Rovereto    | Itàlia | 1970 - 1971 |

### Com a entrenador
| Club             | País   | Any         |
| ---------------- | ------ | ----------- |
| Pordenone Calcio | Itàlia | 1972 - 1973 |
| Pordenone Calcio | Itàlia | 1974 - 1975 |

## Palmarès

### Campionats estatals
| Títol   | Club       | País   | Any     |
| ------- | ---------- | ------ | ------- |
| Sèrie A | Bologna FC | Itàlia | 1963-64 |